# Jimmy T. Murakami
Teruaki "Jimmy" Murakami (San José, 5 de junho de 1933 — Dublin, 16 de fevereiro de 2014) foi um animador e cineasta norte-americano.